# Elvana Gjata
Elvana Gjata, née le 3 février 1987 à Tirana en Albanie, est une chanteuse, auteure-compositrice-interprète et actrice albanaise.

## Biographie
Elvana Gjata naît dans la capitale albanaise Tirana le 3 février 1987. Poussée par sa sœur aînée Migena à participer au concours Ethet e së premtes à l'âge de 14 ans, puis à des festivals de musique locaux, elle conquiert progressivement le sommet des hit-parades en Albanie et au Kosovo, début 2005.
Elle part suivre une carrière à l'étranger.
Son style musical est un mélange d'R&B, pop et hip-hop.
En février 2018, elle donne un concert à Tirana, en Albanie, pour présenter un mini-album intitulé 3, comme le jour de son anniversaire (3 février).
Dans son clip A m'don, sorti à l'été 2019, elle promeut la féminité, quelle que soit la couleur de peau.
En 2023, elle est invitée par le Premier Ministre Edi Rama à un podcast pour parler de sa carrière et sa vie personnelle.

## Festivals
Elle participe :
- au 42ème (en 2003), 58ème (en 2019) et 63ème (en 2024) Festivali i Këngës, dont le vainqueur est qualifié pour l'Eurovision[2].
- aux Kënga Magjike 2004, 2005, 2007 et 2009[2].
- au VFM de 2008 à 2012, et au SVFM 2013 et 2014[2].
- au Zhurma Show de 2008 à 2011 et de 2013 à 2016[2].
- au Top Music Awards 2016[2].
- au Sunny Hill Festival 2019 après la prestation de Miley Cyrus[8].
- DEKADA 2023
- DEKADA KUQ E ZI 2024

## Albums
- Mames, en 2008[2].
- Afer Dhe Larg, en 2011[2].
- Acoustic Live Sessions Ep, en 2013[2].
- Çelu, en 2021[2].